# Toms River (New Jersey)
Toms River ist ein Township im Ocean County von New Jersey in den Vereinigten Staaten.  
Das U.S. Census Bureau ermittelte bei der Volkszählung 2020 eine Einwohnerzahl von 95.438. 
Der Teil von Toms River auf dem Festland ist auch ein gleichnamiger Census-designated place, der als County Seat des Ocean County dient. Toms River war früher als Township of Dover bekannt. Im Jahr 2006 stimmten die Wähler einer Änderung des offiziellen Namens in Township of Toms River zu und übernahmen damit den Namen der größten nicht eingemeindeten Gemeinde innerhalb des Townships. 
Toms River ist der Schauplatz verschiedener Fernsehsendungen, darunter MTV Made und Jersey Shore (Staffeln 1, 3 und 5), Boardwalk Empire und der Originalfilm The Amityville Horror. Die Gemeinde hat auch die angeblich zweitgrößte Halloween-Parade der Welt.

## Geschichte
Toms River befand sich im südlichen Teil der Township Shrewsbury, die 1767 eine königliche Charta zur Abspaltung und Bildung der Dover Township erhielt. Die Eingemeindung erfolgte 1798 und in den folgenden Jahren wurde verschiedene Teile des Dover Townships abgespalten, um neue Gemeinden zu bilden. Der ursprüngliche Name des Townships beruhte auf der Stadt Dover in England und wurde aufgrund eines 2006 durchgeführten Referendums in Toms River Township geändert.

## Demografie
Laut einer Schätzung von 2019 leben in Toms River 94.108 Menschen. Die Bevölkerung teilt sich 2019 auf in 86,5 % Weiße, 3,8 % Afroamerikaner, 0,1 % amerikanische Ureinwohner, 3,7 % Asiaten und 2,9 % mit zwei oder mehr Ethnizitäten. Hispanics oder Latinos aller Ethnien machten 10,2 % der Bevölkerung von Toms River aus. Das mittlere Haushaltseinkommen lag bei 79.607 US-Dollar und die Armutsquote bei 7,6 %.
| Bevölkerungsentwicklung Bei den Daten handelt es sich um Volkszählungsergebnisse. | Bevölkerungsentwicklung Bei den Daten handelt es sich um Volkszählungsergebnisse. | Bevölkerungsentwicklung Bei den Daten handelt es sich um Volkszählungsergebnisse. | Bevölkerungsentwicklung Bei den Daten handelt es sich um Volkszählungsergebnisse. | Bevölkerungsentwicklung Bei den Daten handelt es sich um Volkszählungsergebnisse. | Bevölkerungsentwicklung Bei den Daten handelt es sich um Volkszählungsergebnisse. | Bevölkerungsentwicklung Bei den Daten handelt es sich um Volkszählungsergebnisse. | Bevölkerungsentwicklung Bei den Daten handelt es sich um Volkszählungsergebnisse. | Bevölkerungsentwicklung Bei den Daten handelt es sich um Volkszählungsergebnisse. | Bevölkerungsentwicklung Bei den Daten handelt es sich um Volkszählungsergebnisse. |
| --------------------------------------------------------------------------------- | --------------------------------------------------------------------------------- | --------------------------------------------------------------------------------- | --------------------------------------------------------------------------------- | --------------------------------------------------------------------------------- | --------------------------------------------------------------------------------- | --------------------------------------------------------------------------------- | --------------------------------------------------------------------------------- | --------------------------------------------------------------------------------- | --------------------------------------------------------------------------------- |
| Jahr                                                                              | 1940                                                                              | 1950                                                                              | 1960                                                                              | 1970                                                                              | 1980                                                                              | 1990                                                                              | 2000                                                                              | 2010                                                                              | 2020                                                                              |
| Einwohner                                                                         | 5.165                                                                             | 7.707                                                                             | 17.414                                                                            | 43.751                                                                            | 64.455                                                                            | 76.371                                                                            | 89.706                                                                            | 91.239                                                                            | 95.438                                                                            |

## Söhne und Töchter der Stadt
- Norton A. Schwartz (* 1951), Pilot und General
- Brian Geraghty (* 1975), Schauspieler
- Frankie Edgar (* 1981), Mixed-Martial-Arts-Kämpfer